# Fritz Burren
Fritz Burren (Mittelhäusern, 14 juli 1860 – Bern, 16 maart 1927), was een Zwitsers politicus.
Fritz Burren volgde van 1875 tot 1878 een opleiding tot leraar aan het Evangelisch Gereformeerde kweekschool Muristalden in Bern. Hij was nadien leraar in Könitz (1878-1880), verbleef daarna enige tijd in Romandië, was vervolgens leraar (1880-1883), daarna directeur van het seminarie Muristalden. 
Fritz Burren was van 1884 tot 1889 redacteur van de Emmenthaler Nachrichten ("Emmentaler Nieuws") en van 1889 tot 1908 was hij hoofdredacteur van het Berner Tagblatt ("Bernese Dagblad"). 
Fritz Burren 1900 tot 1908 lid van de gemeenteraad van Bern en was van 1904 tot 1908 lid van de Grote Raad van Bern, het kantonsparlement. Van 1908 tot 1927 was hij lid van de Regeringsraad van het kanton Bern. Hij beheerde het departement van Sociale Zaken en Kerkelijke Zaken. Van 1 juni 1911 tot 31 mei 1912 en van 1 juni 1922 tot 31 mei 1923 was hij voorzitter van de Regeringsraad (dat wil zeggen regeringsleider) van het kanton Bern.
Aanvankelijk was Burren lid van de conservatieve Bernese Volkspartij (BVP), maar deze fuseerde in 1919 met de Boerenpartij van Rudolf Minger tot de Boeren-, Arbeiders- en Boerenpartij (BGB).
Burren was erg sociaal ingesteld en combineerde conservatieve denkbeelden, piëtistisch-Protestantisme en sociaal progressivisme. Als lid van de Regeringsraad introduceerde hij een ouderdoms- en invalidenverzekering.
Fritz Burren overleed op 66-jarige leeftijd, op 16 maart 1927 in Bern.